# بانک ملی ایران
بانک ملی ایران (به انگلیسی: Bank Melli Iran ) نخستین بانک ملی و دولتی ایران است که در سال ۱۳۰۷ خورشیدی (۱۹۲۸ میلادی) تأسیس شد. این بانک با هدف توسعه اقتصادی کشور و ارائه خدمات مالی به عموم مردم و بخش‌های مختلف اقتصادی ایجاد گردید. بانک ملی ایران به عنوان یکی از بزرگترین بانک‌های ایران، نقش مهمی در تأمین مالی پروژه‌های بزرگ ملی و ارائه خدمات متنوع بانکی به مشتریان خود دارد. شعب این بانک در سراسر ایران و برخی کشورهای خارجی پراکنده‌اند و طیف گسترده‌ای از خدمات مالی و اعتباری را ارائه می‌دهند. بانک ملی ایران همچنین در حوزه بانکداری الکترونیکی و ارائه خدمات نوین بانکی پیشرو بوده و همواره در تلاش برای ارتقاء کیفیت خدمات خود است. برند این بانک در جشنواره ملی قهرمانان صنعت ایران به عنوان یکی از ۱۰۰ برند برتر ایران شناخته‌شد.

از بانک ملی ایران به عنوان بزرگترین بانک جهان اسلام و خاورمیانه یاد می شده است.
در سال ۱۳۹۵ با درآمدی بالغ بر ۳۶۴٫۶۵۷ میلیارد ریال، از نظر میزان درآمد سالیانه، به‌عنوان بزرگ‌ترین شرکت ایرانی معرفی شده‌است. این سرمایه در حال حاضر با افزایشی که در سال 1401 داشت بالغ بر 991 هزار میلیارد ریال می باشد.  بانک ملی ایران تا پایان سال مالی ۱۳۹۵ با دارایی خالص ۷۶٫۶ میلیارد دلار و شبکه گسترده‌ای از شعب بانکی، به عنوان بزرگ‌ترین بانک ایران بر پایه میزان دارایی‌ها شناخته شد. بانک ملی ۳۳۲۸ شعبه فعال در داخل، ۱۴ شعبه فعال و ۴ سابسیدری در خارج کشور و ۱۸۰ باجه دارد. نخستین مدیر عامل بانک ملی ایران کورت لیندن بلات آلمانی بود همچنین نخستین نمایندگی بانک در خارج از کشور در سال ۱۳۲۷ در هامبورگ تأسیس شد. 

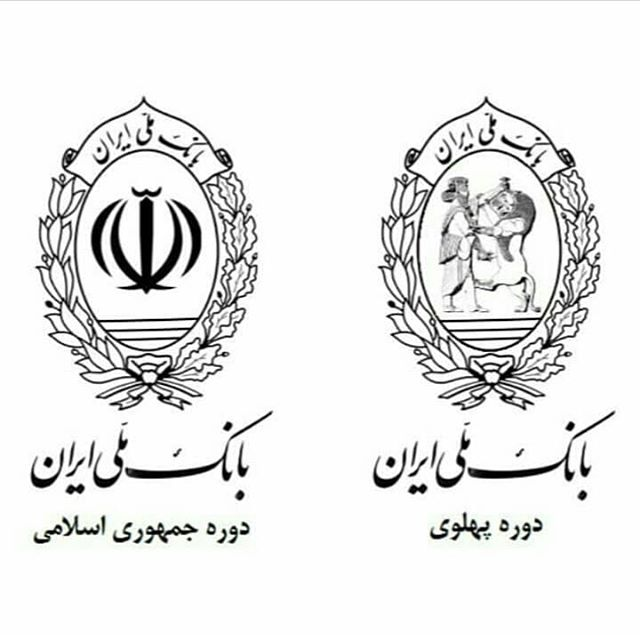
نشان بانک در زمان تأسیس (نگارهٔ شهریار و شیر) و بعد از انقلاب ۱۳۵۷ خورشیدی (با نگاره نشان رسمی جمهوری اسلامی)

## تاریخچه

بانک ملی ایران، نقاشی در ۱۳۰۷

تشکیل بانک به شکل جدید را نخستین بار در سال ۱۲۵۸ شمسی، ۱۰ سال قبل از به‌وجود آمدن بانک شاهی، محمدحسن امین‌الضرب یکی از صرافان بزرگ تهران به ناصرالدین‌شاه قاجار پیشنهاد شد اما این پیشنهاد با دخالت‌های کشورهایی که ایران را تحت سلطه خود داشتند و عوامل آنان، جامه عمل نپوشید و به جای آن بانک شاهی در ایران به راه افتاد.
پس از استقرار مشروطیت، در ۲۳ آبان ۱۲۸۵ میرزا ابوالقاسم ناصرالملک وزیر مالیه مظفرالدین شاه در مجلس شورای ملی حاضر شد و از اوضاع نابسامان مالی کشور خبرداد و پیشنهاد داد که دولت برای رفع این مشکل مبلغی از کشورهای اروپایی وام دریافت کند که با مخالفت شدید نمایندگان مواجه شد. احساسات ملی که از وام‌های گذشته و رفتار بانک‌های بیگانه جریحه دار شده بود به هیجان آمد و نمایندگان مردم به منظور قطع نفوذ سیاسی و اقتصادی بانک‌های خارجی و در ترمیم وضع مالی خزانه، ضمن مخالفت با استقراض خارجی تأسیس بانک ملی را خواستار شدند و جمعی از بازرگانان و صرافان متعهد مشارکت در این بانک شدند.
نمایندگان پس از شور و پیگیری در روز نهم آذر همان سال با تأسیس بانکی موافقت کردند که بتواند برای کشور سود داشته، با سپرده‌های مردم به نفع کشور و مردم کارکند. خبر تشکیل بانک ملی با سرمایه پانزده میلیون (سی کرور) قابل افزایش به پنجاه میلیون تومان با وجد و شعف عموم ملت روبرو شد
اما تغییرات ناگهانی در اوضاع سیاسی و انعقاد قرارداد ۱۹۰۷ میلادی بین دولت‌های روسیه و انگلیس و تقسیم ایران به حوزه نفوذ خود و نیز آغاز جنگ جهانی اول و ورود نیروهای اشغالگر به ایران تمام کوشش‌ها و تلاش‌های تشکیل بانک ملی را نقش بر آب کرد و این آرزوی بزرگ مردم سال‌ها به تعویق افتاد.
پس از پایان جنگ جهانی اول و کودتای سوم اسفند ۱۲۹۹ که نظم تازه‌ای حکمفرما شد و کشور رو به ثبات نهاد، آرتور میلسپو به عنوان مستشار مالی آمریکایی برای سامان بخشیدن به وضعیت مالی ایران دعوت شد. طرح تأسیس بانک ملی را این بار او تدوین کرد و به دولت پیشنهاد داد. بر اساس این پیشنهاد، در سال ۱۳۰۵ با تصویب قوانینی برای فروش خالصه‌جات (املاک دولتی) و جواهرات دولتی، سرمایه‌ای پانزده میلیون تومانی برای تأسیس بانک ملی پیش‌بینی و لایحه‌ای برای راه اندازی این بانک به مجلس شورای ملی داده شد که در چهاردهم اردیبهشت ۱۳۰۶ به تصویب رسید.
در آغاز قرار بود برای راه‌اندازی بانک از مستشاران آمریکایی استفاده شود اما چند ماه بعد دولت تصمیم گرفت که مستشاران از آلمان یا سوییس باشند و با مصوبه‌ای در یازدهم آبان ۱۳۰۶ تصمیم پیشین را اصلاح کرد. اساسنامه بانک نیز در چهاردهم تیر ۱۳۰۷ در کمیسیون مالیه تصوبب شد و در روز سه شنبه بیستم شهریور ۱۳۰۷ بانک ملی ایران در تهران رسماً کار خود را آغاز کرد.

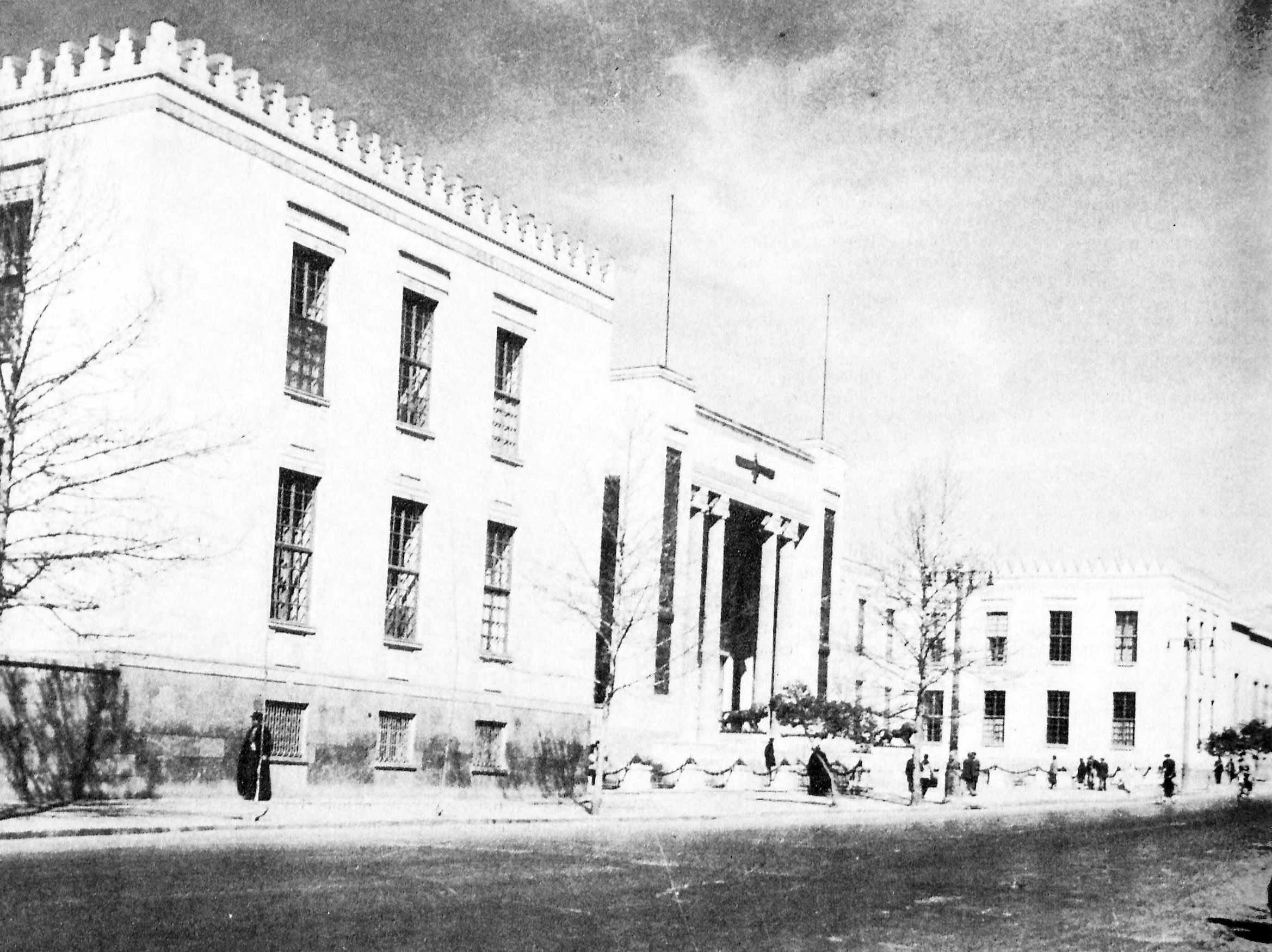
ساختمان بانک ملی ایران در دورهٔ رضاشاه

نخستین مدیر عامل بانک ملی کورت لیندن بلات (به آلمانی: Kurt Lindenblatt) و معاون او فوگل به همراه هفتاد کارشناس از کشور آلمان به ایران آمدند. لیندن بلات پیش از آن در بانک ملی بلغارستان مشغول به کار بود. در تابستان ۱۳۱۱ با مغضوب شدن تیمورتاش و محاکمه او به اتهامات مالی، پای مدیرعامل بانک ملی نیز به میان کشیده شد. لیندن بلات برکنار و از ایران اخراج شد و معاونش فوگل نیز از ایران گریخت.
در سال ۱۳۰۹ امتیاز چاپ اسکناس در ایران که در انحصار بانک شاهنشاهی (متعلق به انگلیس) بود با پرداخت دویست هزار لیره غرامت از آن بانک ستانده شد و در تاریخ ۲۲ اسفند ماه ۱۳۱۰ حق نشر اسکناس از تصویب مجلس شورای ملی گذشت و رسماً به مدت ده سال بانک ملی ایران اعطا شد که به خودی خود قابل تمدید بود. در فروردین ۱۳۱۱ نخستین اسکناس بانک ملی ایران انتشار یافت.
در ابتدای تأسیس بانک علاوه بر شعبه مرکزی دو شعبه در بازار تهران و بندربوشهر که مهم‌ترین بندر بازرگانی آن روز ایران بود تأسیس شد. با توجه به اینکه در آن تاریخ متخصصین بانکی در ایران وجود نداشت به موجب قانونی اجازه استخدام اتباع سویسی یا آلمانی به منظور اداره بانک داده شد. تعداد کارکنان بانک در روز افتتاح اعم از ایرانی و آلمانی از ۲۷ نفر تجاوز نمی‌کرد. در حال حاضر تعداد کارکنان بانک ملی ایران بالغ بر ۴۵ هزار نفر است.
تا سال ۱۳۱۴ سرمایه بانک ملی به سی میلیون تومان رسید. در سال ۱۳۱۶ رضا شاه بخشی از جواهرات سلطنتی را برای افزایش سرمایه بانک ملی به این بانک بخشید. در ۲۲ امرداد ۱۳۱۷ اساسنامه تازه‌ای برای بانک ملی به تصویب مجلس شورای ملی رسید که چاپ اسکناس را در انحصار بانک ملی قرار می‌داد. این اساسنامه همچنین مقرر می‌داشت که مدیر کل و قائم‌مقام و معاونان بانک و اعضای هفت‌گانه شورای عالی بانک باید ایرانی باشند. این شورا عهده‌دار صدور اجازه چاپ اسکناس و به جریان انداختن یا از جریان خارج کردن آن، تعیین نرخ رسمی تنزیل (بهره) به پیشنهاد مدیر کل و تعیین بهاء خرید و فروش ارز بود.
سال ۱۳۱۸ با تشکیل «صندوق پس‌انداز ملی» تحت اداره بانک ملی ایران، حساب‌های پس‌انداز شکل گرفت که به سپرده‌گذاران سود بانکی می‌داد. بنابر قانون تأسیس این صندوق که در هجدهم اردیبهشت ۱۳۱۸ به تصویب رسید، به پس‌اندازهای کمتر از پانصد تومان، چهار درصد و پانصد تا دو هزار تومان، سه درصد سود تعلق می‌گرفت اما پس‌انداز بیش از دو هزار تومان سودی دریافت نمی‌کرد. هدف از سقف گذاشتن برای پس‌انداز این بود که تنها کسانی که مبالغ کمی دارند بتوانند از سود آن بهره ببرند و دارندگان مبالغ بیشتر، به جای آنکه سپرده خود را در بانک محل درآمدی بکنند، آن را به گردش بیندازند. نرخ سود پرداختی به حساب‌های پس‌انداز، از سال ۱۳۲۲ از حالت ثابت بیرون آمد و به تصمیم بانک واگذار شد.
در سال ۱۳۳۱ سرمایه بانک ملی به دویست میلیون تومان افزایش یافت که تمام آن را دولت پرداخت کرده بود. این سرمایه در حال حاضر با افزایشی که در سال ۹۵ داشت بالغ بر ۱۸۷ هزار میلیارد ریال است. نخستین نمایندگی بانک ملی در خارج از کشور در سال ۱۳۲۷ در هامبورگ تأسیس شد.

### ویژگی‌های بانک ملی ایران
از آنجایی که بانک ملی یکی از اولین بانک‌های ایران است به همین رو دارای ویژگی‌هایی منحصر به فرد است. از جمله اینکه اولین رئیس بانکِ این بانک شخصی آلمانی به نام کورت لیندن بلات بود. آرتور میلسپو به عنوان مستشار مالی آمریکایی برای سامان بخشیدن به وضعیت مالی ایران طرح تأسیس بانک ملی را تدوین کرد و به دولت پیشنهاد داد. دارا بودنِ بیشترین شعب بانک در ایران نیز از دیگر ویژگی‌های این بانک است.

### تحولات اقتصادی و صنعتی
در سال ۱۳۱۴ سرمایه بانک افزایش یافت و با مشارکت در سرمایه گذاری شرکت‌هایی مانند شرکت بازرگانی و کشاورزی که وزارت دارایی تشکیل داده بود و پرداخت وام برای کمک به احداث راه آهن، نقش فعالتری در تحولات اقتصادی و صنعتی کشور ایفا کرد. در سال ۱۳۱۷ وظایف بانک ملی ایران گسترش یافت و به موجب اساسنامه جدید، «حفظ ارزش پول و تنظیم اعتبارات» در زمره مسئولیت‌های اصلی بانک قرار گرفت. در همان سال بانک کارگشایی و بانک رهنی و در ۱۳۱۸ ش صندوق پس انداز ملی به عنوان بخشهایی از این بانک توسعه یافت و آغاز به کار کرد.

### اهمیت بانک ملی در سالهای جنگ جهانی دوم
بحران اقتصادی کشور در سالهای جنگ جهانی دوم و حضور بخشی از قوای متفقین در ایران اشغال شده وعوارض اقتصادی جنگ، اهمیت بانک ملی ایران را به عنوان دستگاهی ثروتمند و نیرومند و متخصّص و کارآمد بیش ازپیش نشان داد. در این سالها بانک به دولت وام داد، وظایف بعضی از سازمان‌ها را به عهده گرفت و به سازمان‌های دیگری کمک رساند. در ۱۳۲۲ ش جانشین هیئت بررسی نیازهای ارزی شد.

### نقش فعال در جریان نهضت ملی شدن صنعت نفت
در جریان نهضت ملی‌شدن صنعت نفت ایران نیز بانک ملی نقش فعالی به عهده گرفت: قراردادهای تهاتری دولت را به اجرا درآورد، سرمایه خود را از محل اندوخته‌ها افزایش داد و برای مبارزه با رکود در بعضی از بخش‌های صنعتی و اقتصادی کشور، اقدامات سودمندی انجام داد.

### پس از انقلاب اسلامی
پس از پیروزی انقلاب اسلامی و استقرار حاکمیت جمهوری اسلامی، تغییر سیستم بانکداری و حذف ربا و ایجاد بانک بر مبنای تعالیم و احکام اسلامی مورد توجه قرار گرفت که پس از تصویب لایحه قانونی عملیات بانکی بدون ربا در سال ۱۳۶۲ و ابلاغ آن به بانکها، دستورالعمل‌ها و آئین‌نامه‌های اجرایی تهیه و از اول فروردین ماه ۱۳۶۳ این قانون در بانک ملی ایران مورد اجرا گذاشته شد. با روی کار آمدن کاظم نجفی علمی در سال ۱۳۶۵ بار دیگر قلکهای معروف سیاه رنگ با عنوان جدید صندوق پس انداز بانک ملی ایران رونمایی شد.

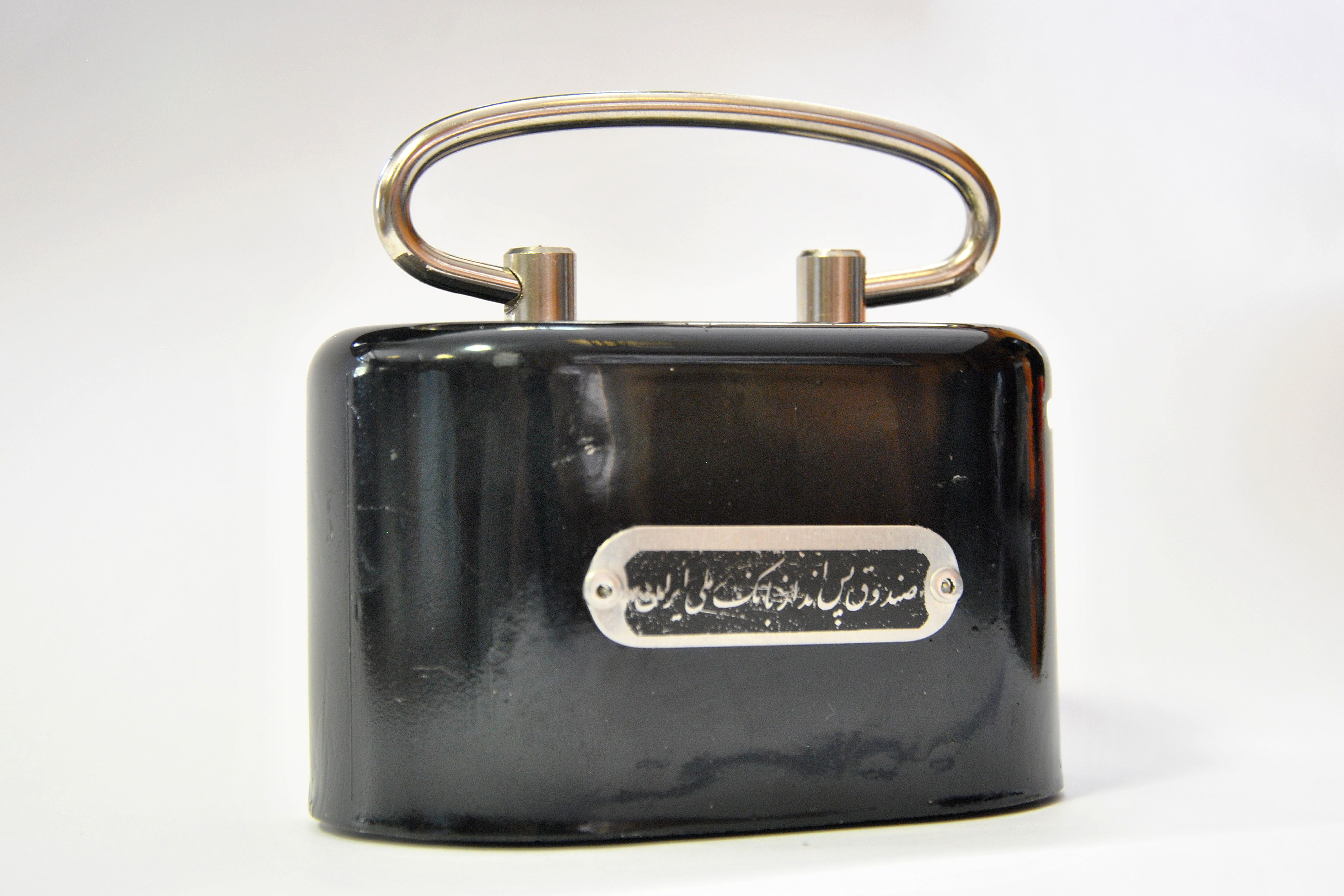
قلک پس انداز بانک ملی ایران

در حال حاضر بانک ملی ایران زیر نظر بانک مرکزی بعنوان مقام ناظر بر موسسات اعتباری و با بیش از 2657 شعبه فعال در داخل، 14 شعبه فعال و 4 سابسیدری در خارج کشورو 178 باجه مشغول بکار است.

### موزه بانک ملّی ایران
با حضور اسحاق جهانگیری معاون اول وقت رئیس‌جمهوری در روز ۲۱ تیر ۱۳۹۶ شمسی، موزه بانک ملی ایران افتتاح شد.
موزه بانک ملی ایران، با مجموعه‌ای از آثار و اشیای نفیس و کهن به‌ویژه گنجینه‌های بانکداری از سنوات مختلف تاریخی ایران، در ساختمان صندوق پس‌انداز افتتاح شد.
از آنجا که بانک ملی ایران دارای اشیای قدیمی از دوره هخامنشیان، ساسانیان و آثار گرانبهای هنری ازجمله تابلوهای نفیس نقاشی، خط، فرش و مسکوکات است. نمایش ادوات و ابزارهای تاریخی و قدیمی بانکداری و همچنین هدایای کشورهای مختلف در طول فعالیت بانک ملی ایران، از دیگر اهداف راه‌اندازی موزه بانک ملی ایران است.
ساختمان صندوق بانک ملی ایران، سال ۱۳۰۷ خورشیدی در خیابان فردوسی تهران ساخته شد و در ۲۰ آذر ۱۳۷۹ به شماره ۲۹۳۰ در آثار ملی ایران به ثبت رسید. این ساختمان را معماری آلمانی به‌نام هنریش (به آلمانی: H. Heinrich) با الهام‌گیری از بناهای به‌جای‌مانده از دوره هخامنشیان و تلفیق معماری ایرانی و معماری اروپا طراحی کرد.
در این موزه مجموعه کاملی از هدیه‌های تاریخی بانک، افزارهای دفتری و دستگاه چاپ اسکناس، عکس‌های کهن، سکه و اسکناس‌های کهن و افزارهای تشریفاتی بانک در معرض بازدید عموم قرار می‌گیرند.

## هیئت مدیره
اعضای هیئت مدیره در بانک ملی ایران هفت نفر هستند. ابوالفضل نجارزاده، مدیر عامل و عضو هیئت مدیره، حسین بهاری، رئیس هیئت مدیره، امیرمسعود رزازان، صمد عزیزنژاد، محمد نجف زاده، عباس پیروزی و حسین قاسمی سایر اعضای هیئت مدیره هستند که در سایت بانک ملی ایران معرفی شده‌اند.

## مدیران عامل بانک ملی ایران در گذر زمان
پیش از انقلاب ۱۳۵۷
- کورت لیندن بلات اولین مدیر عامل بانک ملی ایران در شهریور ۱۳۰۷ بود
- دومین مدیرعامل بانک ملی آلبرت شنیدر آلمانی در سال ۱۳۱۱ بود
- والتر هوشتیس هوست تا اسفند ۱۳۱۲ سومین مدیرعامل بانک ملی ایران بود
- رضاقلی امیرخسروی از ۱۳۱۲ تا آبان ١٣١٨ اولین مدیر عامل ایرانی بانک شد
- محمدعلی فرزین تا شهریور ۱۳۲۰، ریاست بانک را بر عهده داشت
- ابوالحسن ابتهاج، ابراهیم زند، محمد نصیری، علی اصغر ناصر، ابراهیم کاشانی، احمد مجیدیان، یوسف خوش‌کیش و جلیل شرکاء

پس از انقلاب۱۳۵۷ مردم ایران
- سیدحسین سیدالماسی، کریم کیایی، احمد عزیزی، مجید قاسمی
- کاظم نجفی علمی تا سال ۱۳۶۸ بمدت سه سال
- اسدالله امیر اصلانی از سال ۱۳۶۸ تا ۱۳۷۸
- ولی الله سیف تا سال ۱۳۸۴
- عبدالحمید انصاری در سال‌های ۱۳۸۴ تا ۱۳۸۵
- علی صدقی نیز از سال ۱۳۸۵ به مدت سه سال مدیرعامل بانک ملی ایران شد
- محمودرضا خاوری در فروردین‌ماه ۱۳۸۸ به عنوان بیست و ششمین مدیرعامل
- فرشاد حیدری در سال ١٣٩٠ و عبدالناصر همتی از بانک سینا مجموعاً نزدیک پنج سال سکاندار بانک ملی شدند
- محمد رضا حسین زاده در سال ١٣٩٥ دیگر مدیر عامل بانک ملی بود
- ابوالفضل نجارزاده در سال ١٤٠٢ مدیرعامل فعلی این بانک است [۲۴]

### چاپ اسکناس
در تاریخ ۲۲ اسفند ۱۳۱۰ مجلس شورای ملی حق چاپ اسکناس را به مدت ۱۰ سال به بانک ملی ایران واگذار کرد و مقرر گردید تا پس از انقضای این مدت، در صورتی که این حق لغو نشود، به همین ترتیب برای دوره‌های ده ساله بعد نیز عمل شود.
سرانجام نخستین اسکناس‌های بانک ملی در اول فروردین ماه سال ۱۳۱۱ ش انتشار یافت. از آن تاریخ تا سه ماه، اسکناس‌های بانک شاهنشاهی و بانک ملّی ایران هم‌زمان رواج داشتند و از اوایل تیر ماه آن سال اسکناس‌های بانک ملّی ایران به صورت تنها پول کاغذی ایران درآمد. بانک ملّی ایران تا سال ۱۳۳۹ بنابر نیازهای اقتصادی کشور، اقدام به نشر اسکناس می‌کرد، ولی در آن سال، با تأسیس بانک مرکزی ایران، حق انحصاری نشر اسکناس به این بانک محول شد، که تاکنون ادامه دارد.

## نقش بانک ملی ایران در پرونده های اقتصادی
محمودرضا خاوری مدیر عامل وقت بانک ملی ایران و متهم ردیف دوم پرونده اختلاس ۳ هزار میلیارد تومانی در مهر ۱۳۹۰ به بهانهٔ «مشکلات عصبی حادث‌شده و بیماری مزمن» از مقام خود استعفا داد و به کشور کانادا که تابعیت آن را دارا بود، گریخت. خاوری توسط دادگاه انقلاب جمهوری اسلامی ایران به اتهام اخلال در نظام اقتصادی به ۲۰ سال حبس و بابت دریافت رشوه به ۱۰ سال حبس محکوم شده‌است. نام خاوری برای مدتی در لیست افراد تحت تعقیب اینترپل وجود داشت ولی از اواسط مهر ۱۳۹۵ خورشیدی، نام وی به عنوان یک شخص در حال تعقیب در وب‌سایت اینترپل مشاهده نمی‌شود.
اسدالله امیر اصلانی مدیرعامل وقت بانک ملی ایران نیز پیش تر در پرونده المکاسب به عنوان متهم ردیف اول نام برده شد که نهایتاً با حکم دادگاه و تبرئه همه متهمان خاتمه یافت.  

### واکنش‌ها در مجلس
مجلس در ۲۷ شهریور جلسه‌ای غیر علنی برای بررسی موضوع اختلاس تشکیل داد. در این جلسه ابتدا پورمحمدی رئیس سازمان بازرسی کل کشور و نام بردن از برخی دولت‌مردان به‌عنوان حامیان اختلاس‌گر بزرگ با واکنش منفی یکی از نمایندگان حامی دولت و دولت‌مردان حاضر در جلسه مواجه گردید. آنان معتقد بودند که پیش از اثبات در محکمهٔ قضایی نباید نام افراد برده شده و به آنان اتهام وارد شود.
حمیدرضا کاتوزیان رئیس کمیسیون انرژی مجلس به خبرآنلاین گفت رئیس کل بانک مرکزی گفته که این اختلاس «مسئلهٔ مهمی نیست و در همه جای دنیا اتفاق می‌افتد» وزیر اقتصاد نیز فرد اختلاس‌کننده را قهرمان صنعتی کشور خواند که در سال‌های گذشته ده هزار اشتغال ایجاد کرده‌است و اکنون خطایی صورت گرفته ولی این فرد قهرمان است. احمد توکلی نیز در جمع خبرنگاران خواستار استعفای دولت‌مردان شد.

## سرمایه
بانک ملی ایران از همان ابتدای تأسیس، شکل شرکت سهامی عام را داشت و سرمایه اولیه آن یعنی ۲۰ میلیون ریال به بیست هزار سهم هزار ریالی (۱۳٫۵۰۰ سهم بانام و ۶٫۵۰۰ سهم بی‌نام) تقسیم شده بود. اما در سال ۱۳۱۷ انتقال سهام بانک به سهامداران غیردولتی ممنوع شد. سرمایه بانک ملی ایران در سال ۱۳۱۴ به ۳۰۰ میلیون ریال و در سال ۱۳۳۱ به ۲ میلیارد ریال افزایش یافت.
بانک ملی با توجه به محدودیت‌های نظام بانکی تا پیش از سال ۱۳۳۵ کلیه وظایف بانک مرکزی در اقتصاد را نیز به عهده داشت. پس از تأسیس بانک مرکزی ایران وظایف مزبور به این بانک واگذار گردید. آخرین سرمایه ثبتی بانک ملی در خرداد ماه ۱۳۹۶ به ۱۹۸ هزار و ۵۶۵ میلیارد و ۶۰۰ میلیون ریال بوده‌است.

## سیاست و خط مشی‌ها
یانک ملی با نشر «خط مشی فرهنگ ریسک بانک ملی» به ارتقاء فرهنگ ریسک در کلیه سطوح کاری اشاره کرده‌است. که این خط مشی را در هشت بخش شرح داده‌است
- منشور اخلاقی کارکنان
- منشور حقوق شهروندی
- خط مشی مدیریت نظام مدیریت یکپارچه
- منشور کنترل داخلی
- منشور کمیته عالی مدیریت ریسک
- خط مشی فرهنگ ریسک
- بیانیه کیفی اشتهای مطلوب ریسک
- راهبرد مدیریت ریسک نقدینگی

## مسئولیت‌های اجتماعی
بانک ملی ایران در حوزه مسئولیت‌های اجتماعی در دو حوزه سازمانی و پرسنلی فعالیت دارد. مدرسه سازی، آزادسازی زندانیان جرائم غیرعمد، کمک به زلزله زدگان، احداث بیمارستان، تخصیص بودجه به اقدامات فرهنگی و ورزشی ازجمله مشارکت‌های این بانک در امر مسئولیت‌های اجتماعی است. بانک ملی ایران به مناسبت روز جهانی نابینایان (عصای سفید) و در راستای ایفای مسئولیت اجتماعی خود، سرویس صدای راهنما و میانبرهای آسان ساز را روی دستگاه‌های BTM برای سرویس دهی به این دسته از مشتریان فعال کرده‌است.

### مسئولیت‌های اجتماعی سازمانی
- طرح‌های عام‌المنفعه

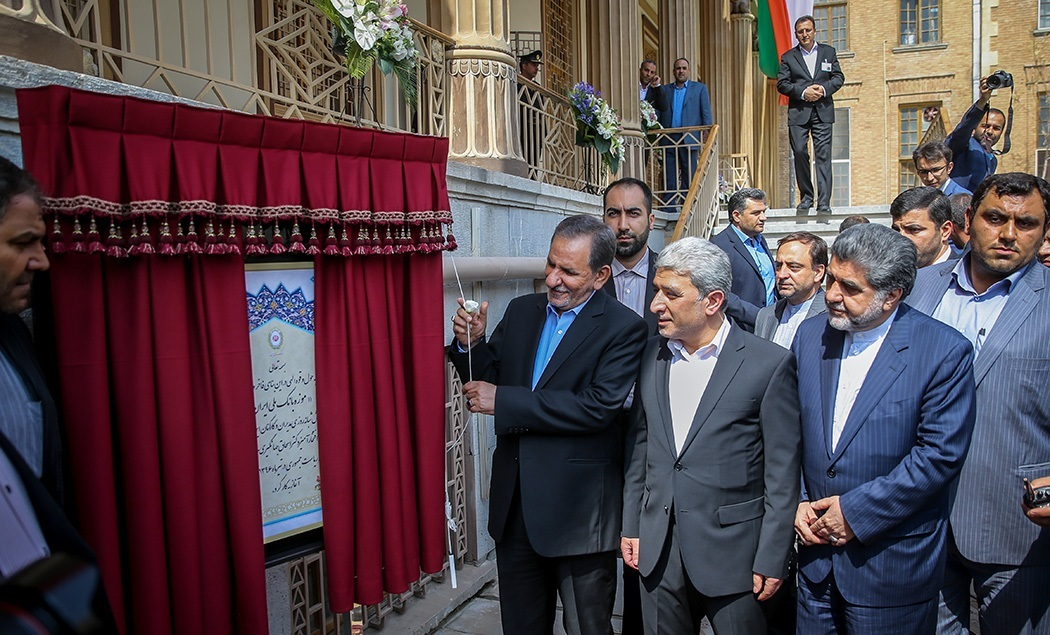
افتتاح موزه بانک ملّی ایران با حضور اسحاق جهانگیری معاون اول رئیس‌جمهور

  - بانک ملی ایران تاکنون توانسته‌است، بیش از ۱۱۴ میلیارد ریال را در ۳۹ طرح عام‌المنفعه هزینه کند.[۳۶]
- حمایت از کودکان[۳۷]
- حمایت از طرح‌های فرهنگی و علمی[۳۸]
- حمایت از طرح‌های ورزشی آزادسازی زندانیان دیه[۳۹]
- مدرسه سازی[۴۰]

## مستند ره صد ساله
مستند ۶۰ دقیقه‌ای بانک ملی با عنوان «ره صد ساله» ماجرای تأسیس بانک ملی را از دورانِ ملی شدن صنعت نفت و رخدادهای بعد از آن است شروع می‌کند. در این مستند آمده‌است که در سال ۱۲۵۸ طی پیشنهادی که دست نوشتهٔ آن در این مستند به ناصرالدین شاه به تصویر کشیده می‌شود اولین رگه‌های تأسیس بانک نمایان می‌شود. در سالهای بعد بانک شاهنشاهی به مدیریت شخصی بریتانیایی قرارداد ۶۰ ساله را ایران بست. وی بدون اینکه هزینه‌ای به ایران پرداخت کند شروع به فعالیت کرد. همچنین امکانِ ساختنِ راه در ایران به این شخص واگذار و سه سال بعد پای بانک روسیه به ایران نیز باز شد.
سال ۱۲۸۴ ایران دچار نابسامانی شد و انقلاب مشروطه در حال شکل گرفتن شد. ۵ آذر ۱۲۸۵ نمایندگان تأسیس بانک ملی را خواستار شدند. چندی از این پیشنهاد نگذشته بود که مجلس به توب بسته شد و کودتای سوم اسفند و تغییر حکومت از قاجاریه به پهلوی شکل گرفت. ۱۴ اردیبهشت ۱۳۰۶ قانون تأسیس بانک ملی به تصویب مجلس هفتم درآمد.
سال بعد اساسنامه بانک مصوب مجلس شد و در ۲۸ مرداد همان سال رسماً از طرف وزیر مالیه صادر شد. بانک ملی با ۲ میلیون تومان سرمایه اولیه افتتاح شد. سال ۱۳۰۹ رسماً حضور خارجی‌ها از مدیریت بانک و اقتصاد ایران حذف شد.
یکی از مشکلات پول‌های بانک ملی این بود که برای هر ولایت نوع خاصی از پولِ کاغذی صادر می‌شد که این پول در ولایتی دیگر قابل استفاده نبود. در این مستند به فرایند ساخت اولین ساختمان بانک که بعدها به صندوق پس‌انداز و بعدتر به موزه ملی بانک تبدیل شد اشاره می‌شود. سال ۱۳۱۷ اولین چاپخانه بانکی ایران نیز تأسیس شد. بعدها چاپ کتب وزارت فرهنگ و دیگر نشریات رسمی نیز در این چاپخانه چاپ شدند. چاپ اسناد رسمی ایران، بیمه نامه، چک پول و کتب نفیس در این چاپخانه به چاپ رسیدند. بانک ملی برای افزایش اعتماد عمومی سعی می‌کرد در معماری ساختمان‌ها توجه ویژه‌ای داشته باشد و آثار معماری فاخری را برای بانک در نظر بگیرد.
تا کنون ۱۲ بنا از بانک ملی ایران به ثبت ملی رسیده‌اند. باشگاه بانک ملی، مسابقات تنیس، فوتبال و… ازجمله مسئولیت‌های اجتماعی این بانک بود. ساخت بهداری و بیمارستان بانک ملی که سال ۱۳۴۵ تأسیس شد. در سال ۱۳۲۷ در هامبورگ اولین شعبه خارجی بانک ملی تأسیس شد. پس از آن، بانک ملی در ابوظبی شعبه دیگری را افتتاح کرد.

## کران کارت
کران کارت در راستای توسعه خدمات کارت های ارزی به منظور ارائه خدمات متنوع ارزی و ریالی به مشتریان بانک ملی طراحی گردیده است. 
کران کارت یا همان کارت ریالی - ارزی نوین بانک ملی ایران یک کارت ارزی است که برای اولین بار در کشور رونمایی شده؛ ویژگی منحصربفرد این کارت آن است که به حساب ریالی افراد نیز متصل است و در نتیجه همزمان خدمات ریالی و ارزی ارائه می دهد.

### کودکان فردای ایرانند
«کودکان، فردای ایرانند» طرح مشترک بانک ملی با موسسه خیریه زنجیره امید است. این مؤسسه از تیرماه ۱۳۹۶ با ساخت یک بیمارستان ۵۴۰ تختخوابی در منطقه جوادیه تهران در زمینی به مساحت ۲۵ هزار مترمربع را با هدف فراهم کردن خدمات پزشکی و درمانی برای کودکان و نوجوانان زیر ۱۸ سال بی‌بضاعت و نیازمند کلید زد. این بیمارستان با مشارکت خیرین جامعه برای رسیدگی به کودکان و نوجوانان دارای بیماری‌های قلبی، ارتوپدی و ناهنجاری‌های ترمیمی تأسیس می‌شود. سالانه هزاران کودک با بیماری‌های مادرزادی مختلف در ایران متولد می‌شوند. تولد ۱۰ هزار نوزاد با بیماری‌های ارتوپدی، ۵ هزار نوزاد با مشکلات ترمیمی و ۱۶ هزار نوزاد با عارضه قلبی، بانک ملی ایران را بر آن داشت که به این حوزه ورود کند.
بانک ملی ایران با شعار «کودکان، فردای ایرانند» در معرفی این اقدام پیش قدم شد تا با کمک خیرین تجهیز و ساخت آن به نتیجه برسد. در حال حاضر هزینه‌های ساخت بیمارستان به ازای هر تخت معادل شش میلیارد ریال برآورد می‌شود. زنجیره امید در حال ساخت نخستین بیمارستان تخصصی برای کمک به کودکان بی بضاعت آسیب‌دیده می‌باشد. بانک ملی ایران به عنوان بانکی برخاسته از عرق ملی در کنار زنجیره امید قرار گرفته تا به کمک شما مردم عزیز و کارکنان خود در ساخت این بیمارستان مشارکت نماید. هزینه‌های مصرفی زنجیره امید به صورت شفاف در همین بخش اطلاع‌رسانی خواهد شد.

###### کانون جوانه‌ها
کانون جوانه های بانک ملی ایران یک طرح در راستای مسئولیت اجتماعی بانک ملی ایران است که با هدف آموزش سواد مالی و ارتقای سطح دانش پولی و بانکی کودکان و نوجوانان ایجاد شده است. این کانون با ارائه برنامه‌های آموزشی متنوع، سعی دارد تا نسل جوان را با مفاهیم پایه مالی، نحوه مدیریت پول و اهمیت پس‌انداز آشنا سازد. کانون جوانه ها از طریق برگزاری کارگاه‌ها، مسابقات و فعالیت‌های فرهنگی و آموزشی، به دانش‌آموزان کمک می‌کند تا درک بهتری از نظام بانکی و نقش آن در اقتصاد کشور پیدا کنند. این طرح با هدف سرمایه‌گذاری در آینده و تربیت نسلی آگاه و مسئولیت‌پذیر در حوزه مالی، نقش مهمی در ارتقای فرهنگ مالی جامعه ایفا می‌کند. کانون جوانه‌های بانک ملی ایران  از سال ۱۳۹۲ راه اندازی شده‌است. تعداد مشتریان زیر ۱۸ سال بانک ملی ایران در سال ۱۴۰۳ به ۵ میلیون نفر رسید. 

## پژوهش
بر اساس تحلیل و آنالیز حجم عظیمی از محتوای علمی و دانشگاهی کشور، بانک ملی ایران در رتبه 1 از نظر تعداد مقالات پژوهشی نوشته شده قرار دارد. پژوهشگران مختلفی در مجلاتِ‌علمی و پژوهشی مقالات پژوهشی متنوعی در خصوص ابعاد مختلفِ بانک ملی را مورد پژوهش و به چاپ رسانده‌اند. «هوش مصنوعی، تحولی در شخصی‌ سازی روابط‌ عمومی بانک‌ها»، «تبیین عوامل مؤثر بر مدیریت افکار عمومی مشتریان بانک ملی ایران» با روش کاربرد نرم‌افزار MaxQDA، مدلسازی ساختاری تفسیری ISM و رویکرد حداقل مربعات جزئی با نرم‌افزار SmartPLS انجام شد. همچنین پژوهشِ «شناسایی الگوی ذهنی مشتریان نسبت به برند بانک ملی ایران»، «بررسی عوامل مرتبط با میزان اجرای خط‌مشی‌های اقتصادی بانک ملی ایران در راستای رونق تولید به جهت بهبود عملکرد سیستم مالی»، «ارزیابی کیفیت خدمات بانک ملی با استفاده ازروش سروکوال از نظر مشتریان استفاده‌کننده از خدمات بانکداری الکترونیک (مطالعه موردی: بانک ملی شهر یزد)»، «بررسی مقررات مبارزه با پولشویی و ثبات بخش بانکی در بانک ملی ایران»، «شناسایی و اولویت بندی عوامل موثر بر فرهنگ سازمانی در انتقال دانش» و… ازجمله پژوهش‌هایی هستند که در حوزهٔ فعالیت‌ها و عملکردِ بانکِ ملی تهیه شده‌است.

### رصد پژوهش‌ها
بر اساس تحقیقی که سال ۱۳۹۸ منتشر شد بیشترین تعداد پژوهش‌ها در خصوص بانک‌های ایران، تحقیقاتِ مربوط به بانک ملی ایران بود. طبق آمار دانشگاه‌ها و مراکز علمی تا سال ۱۳۹۸ دانشگاه پیام نور ۱۲۲ مقاله، دانشگاه آزاد اسلامی واحد رشت ۶۶ مقاله، دانشگاه آزاد اسلامی واحد کرمان ۶۵ مقاله و دانشگاه آزاد اسلامی واحد بابل ۴۵ مقاله تهیه کرده بودند.

## دستاوردها
سال ۱۳۹۴
- کسب سه رتبه برتر در میان ۵۰۰ شرکت، بهمن ۹۴، کسب تندیس طلایی روابط عمومی، دی ۱۳۹۴، تقدیر سازمان میراث فرهنگی از بانک ملی ایران مهر ۹۴، دهمین جشنواره انتشارات روابط عمومی ۲۷ مرداد۹۴، تقدیر بنیاد مسکن انقلاب اسلامی از بانک ملی ۱۳۹۴، تقدیر بانک مرکزی از بانک ملی «طرح چکاوک» ۱۳۹۴، تقدیر استاندار لرستان از مدیرعامل اردیبهشت ماه ۱۳۹۴ و تقدیر استاندار لرستان و نماینده شهرستان‌های خرم‌آباد از مدیر عامل فروردین ۱۳۹۴ ازجمله دستاوردهای سال ۱۳۹۴ بانک ملی به حساب می‌آید.

سال ۱۳۹۵
- کسب رتبه اول در نوآوری‌های برتر بانکی در جشنواره دکتر نوربخش ۱۳۹۵، جایزه تقدیر ویژه استاندار تهران ۱۳۹۵ و تقدیر معاون اول رئیس‌جمهور " همایش روز روستا " بخشی از دستاورهای بانک ملی در سال ۱۳۹۵ است.

سال ۱۳۹۶
- تندیس ملی نوآوری محصول برتر «بام»، کسب رتبه اول در نوآوری‌های برتر بانکی در جشنواره دکتر نوربخش، برگزیده جشنواره دکتر نوربخش در هفتمین همایش سالانه بانکداری الکترونیک و نظام‌های پرداخت، قدیرنامه مرکز مطالعات و برنامه‌ریزی جایگاه‌های سوخت کشور، گواهی استاندارد بین‌المللی ایزو ۱۰۰۰۲:۲۰۱۴، اعطای تندیس زرین سرآمدی روابط عمومی به بانک ملی، تقدیر وزارت آموزش و پرورش از عملکرد بانک ملی، ایران در امر توسعه و تجهیز مدارس ۱۳۹۶، تقدیر بنیاد شهید و امور ایثارگران، تقدیر دانشگاه پیام نور از اداره کل روابط عمومی بانک ملی ایران، تقدیر وزارت امور اقتصاد و دارائی از اداره کل روابط عمومی بانک ملی ایران، تقدیر وزارت صنعت، معدن و تجارت از بانک ملی ایران، بانک ملی ایران در صدر ۵۰۰ شرکت برتر ایران، تقدیر مدیرکل انتقال خون مازندران از روابط عمومی بانک ملی ایران، تقدیر مؤسسه خیریه کهریزک، تندیس رضایت مندی مشتری در جشنواره کنفرانس ملی ساخت ایران،[۵۵] تندیس کنفرانس روابط عمومی، صنعت، تولید ملی،[۵۶] کسب عنوان روابط عمومی برتر توسط اداره امور شعب استان همدان و مشارکت بانک ملی ایران در سی و سومین دوره مسابقات بین‌المللی قرآن کریم نیز از دستاوردهای این بانک در سال ۱۳۹۶ است.

سال ۱۳۹۹
- جشنواره ملی نوآوری محصول برتر ایرانی دانشگاه صنعتی شریف هر ساله از سوی دفتر توسعه فناوری و نوآوری های صنعتی شریف (تکنوشریف) برگزار می گردد و پس از رصد محصولات نوآورانه شرکت ها و سازمان های بزرگ، آن ها را در ۶ فاز و بر اساس مدل های مرجع جهانی stage_gate  ارزیابی می کند. در پنجمین دوره از این جشنواره، اپلیکیشن هُپ کانون جوانه های بانک ملی ایران، به عنوان یک محصول نوآورانه، در میان بیش از ۲۰۰ محصول، موفق به کسب تندیس زرین و لوح تقدیر  شد. [۵۷]

## بناهای تاریخی بانک

### موزه بانک ملّی ایران
بانک ملی ایران دارای چهار ساختمان یا بنای تاریخی است. احداث ساختمان موزه بانک ملّی ایران که پیش از این محل استقرار صندوق پس‌انداز بانک بود، در ۲۵ تیر ۱۳۱۲ آغاز شد و در تاریخ ۳ اردیبهشت ۱۳۱۵ به بهره‌برداری رسید. این بنا را جزء نوادر معماری‌های ایران و تهران قدیم می‌دانند. این بنا توسط «هنریش» از اتباع آلمانی طراحی و توسط حاج حسین معمار ساخته شده‌است که تلفیقی از معماری ایرانی زمان هخامنشی و معماری اروپایی محسوب می‌شود و آثار برجسته‌ای را از دورانِ مختلف تاریخ ایران از سکه و جواهرات گرفته تا آثار هنری هنرمندان به نام در خود جای داده‌است. این ساختمان در تاریخ ۱۹ مهر ۱۳۷۹ به شماره ۲۹۳۰ در میراث فرهنگی به ثبت رسید.
سرانجام این بنا در تابستان ۱۳۹۶ طی مراسمی با حضور اسحاق جهانگیری و دیگر مدیران و مسئولان ارشد دولت وقت و جمعی از کارشناسان و علاقه مندان به عرصه فرهنگ و هنر، رسماً افتتاح شد و مورد بهرهبرداری قرار گرفت.

### بنای صندوق قرض الحسنه پس‌انداز بانک ملی ایران
این ساختمان در شرق مجموعه بانک ملی قرار دارد. عملیات ساخت بنای ساختمان صندوق پس‌انداز بانک ملی ایران به وسیله هنریش، معمار آلمانی در سال ۱۳۱۲ خورشیدی شروع و در سال ۱۳۱۸ به بهره‌برداری رسید و برای نخستین بار در این زمان است که در معماری بناهای دولتی، معماری باستانی ایران و معماری اروپا در یک جا عرضه شد.
در ساخت این بنا از تسهیلات و تفکیک معماری قرن حاضر کمک گرفته شده و با مصالحی چون سیمان و آهن ساخته شده‌است. بنای اولیه ساختمان بانک ملی به شکل T الفبای انگلیسی بوده که در کناره خیابان فردوسی جدید قرار گرفته‌است. در تغییرات عمده بعدی که قبل از سال ۱۳۳۵(به استناد عکس هوایی سال ۱۳۲۷) صورت پذیرفت، دو بازو به انتهای شمالی و جنوبی ساختمان اضافه شد.

### زورخانه بانک ملی ایران
از قدیمی‌ترین ساختمان‌های زورخانه‌ای در ایران ساختمان زورخانه بانک ملی ایران است. این ساختمان در سال ۱۳۲۳ در خیابان فردوسی ساخته و در ۲۹ اردیبهشت سال ۱۳۲۴ افتتاح شد. معماری ساختمان با سردر سنگی بنا در ابعاد ۸۵*۴۳۰ سانتی‌متر که توسط ابوالحسن خان صدیقی (پدر مجسمه‌سازی نوین ایران که از شاگردان کمال الملک بوده و مجسمه میدان فردوسی، مجسمه خیام پارک لاله، مجسمه نادر شاه در مشهد و طرح چهره ابوعلی سینا، میرزا تقی خان امیر کبیر ساخته شده‌است ویژگی خاصی دارد، این سردر نقش برجسته سه خوان شاهنامه را به نمایش گذاشته‌است.

### برج آب بانک ملی ایران
برج آب بانک ملی ایران در تهران و در خیابان فردوسی، محوطه بانک ملی واقع شده‌است. این برج توسط گروهی از کارگزاران آلمانی در سال ۱۳۱۵ ساخته شد. این تاریخ بر روی کاشی موجود درنمای شرقی حک شده‌است. این برج به منظور استفاده از ذخیره آب چاه‌ها برای آبیاری فضای سبز و همچنین فشار آب در لوله‌ها با ارتفاع هفت طبقه به شکل مستطیل ساخته شده‌است. گفتنی است، این اثر در تاریخ ۱۱ مرداد ۱۳۷۶ با شماره ثبت ۱۹۱۱ به عنوان یکی از آثار ملی ایران به ثبت رسیده‌است.

### کارمندان سرشناس
- صادق هدایت (نویسنده معاصر)[نیازمند منبع]
- کورت لیندن بلات
- یوسف خوش‌کیش
- محمودرضا خاوری
- عبدالناصر همتی
- محمدرضا فرزین

## بیمارستان بانک ملی
بیمارستان بانک ملی، یک مرکز تخصصی و فوق تخصصی است که در سال ۱۳۵۳ خورشیدی تأسیس شد. این بیمارستان با ظرفیت ۲۵۰ تخت بستری در ۹ طبقه، خدمات درمانی متنوعی را در بخش‌های جراحی، داخلی، زنان، اطفال و سایر تخصص‌ها ارائه می‌دهد. بیمارستان دارای ۱۷ درمانگاه تخصصی و فوق تخصصی، واحد آنژیوگرافی و واحدهای پاراکلینیکی نظیر داروخانه، آزمایشگاه و تصویربرداری (شامل سی تی آنژیوگرافی پیشرفته، ام‌آر‌آی، سی‌تی‌اسکن، سونوگرافی، ماموگرافی، OPG و رادیولوژی) است.
بیمارستان بانک ملی با بهره‌گیری از تجهیزات مدرن و کادر مجرب، خدمات بستری و سرپایی را به بیماران و مراجعین ارائه می‌دهد. از جمله برنامه‌های آتی این بیمارستان می‌توان به ارتقاء رضایت کارکنان، ایجاد بیمارستان دیجیتال، ایجاد سامانه پایش سلامت ویژه کارکنان، گسترش خدمات سلامت الکترونیک (مانند تله مدیسین و گجت‌های سلامت IOT)، ایجاد سیستم مانیتورینگ امنیت اطلاعات پزشکی کارکنان و ایجاد سیستم CRM اشاره کرد. همچنین، فراهم نمودن شرایط برای انجام اعمال زیبایی و ارائه خدمات با کیفیت به منظور افزایش رضایت بیماران از دیگر اهداف این مرکز درمانی است.

### توسعه بیمارستان
بیمارستان بانک ملی در سال ١٣٦٥ با مساعدت کاظم نجفی علمی مدیر عامل وقت بانک، مورد ترمیم و توسعه فضاهای آموزشی و تختهای بیمارستانی و تاسیس مرکز تخصصی دندانپزشکی قرار گرفت.

### موفقیتها
اولین عمل جراحی قلب باز به روش آندوسکوپی (EVH) در بیمارستان بانک ملی ایران توسط پروفسور محمدحسین ماندگار فوق تخصص جراحی قلب و عروق انجام شد. همچنین بیمارستان بانک ملی ایران با اجرای اقدامات مؤثر در راستای کاهش مداوم پیامدهای زیست‌محیطی و ارتقاء سلامت مردم، موفق به اخذ «گواهینامه بیمارستان سبز» از انجمن مدیریت سبز ایران شد.

#### خدمات بیمارستان بانک ملی
- ارائه خدمات بهداشتی و درمانی به کارکنان بانک ملی ایران و وابستگان آنها
- پذیرش بیماران بستری و ارائه خدمات پزشکی و پیراپزشکی
- پذیرش بیماران سرپائی و ارائه خدمات مربوط

## کرونا
با شیوع ویروس کرونا و اعمال محدودیت‌های ایمنی، هم مردم و هم مدیران نظام بانکی ایران سعی کردند عملیات حضوری در شعب را به حداقل برسانند. بانک ملی در اقدامی بنابه اعلام مدیران این بانک، ۷۸ درصد تراکنش‌های این بانک به صورت غیرحضوری انجام و آنها در تلاش هستند ۱۳ درصد باقیمانده را نیز تا حد امکان، کاهش دهند.

## دانشکده پرستاری بانک ملی
دانشکده پرستاری بانک ملی ایران به منظور آموزش دانشجویان پرستاری و به‌کارگیری آن‌ها در سیستم درمانی بانک ملی و سایر مراکز بهداشت درمانی در تاریخ ۱۳۹۶/۱۱/۲۴ افتتاح شد. این دانشکده دارای واحدهای مختلفی از جمله پراتیک، آزمایشگاه، سالن کنفرانس، واحد آموزش و کتابخانه است.

## کلاهبرداران مجازی
بارها افرادی که بانک ملی آنها را کلاهبردار خطاب می‌کند با استفاده از نام و نشان تجاری این بانک در فضای مجازی و چند شبکه اجتماعی اقدام به تشکیل گروه‌های مجازی به نام سهام بانک ملی کردند و با ادعای پرداخت وجه نقد بابت عضوگیری، کاربران را به عضویت و عضوگیری در این شبکه‌ها ترغیب می‌کنند. بعضی نیز با ترفندِ ایجاد تغییرات کوچک در آدرس‌های اصلیِ الکترونیکی بانک ملی دست به سوءاستفاده می‌زنند. مدتی نیز پیامی از سوی کاربران فضای مجازی مبنی بر «درخواست پرسشنامه سال نو ۲۰۲۲ برای بانک ملی» و برنده شدن ۵ میلیون ریال دست به دست شد که بانک ملی بارها نسبت به چنین روش‌هایی از سوی کلاهبرداران هشدار داده‌است.

## تعداد شعب
شعبات خارج از کشور تا ابان 1403 عبارت انداز:
- انگلیس : لندن
- آلمان : دوسلدورف – فرانکفورت – هامبورگ -مونیخ
- فرانسه : پاریس
- چین : هنگ کنگ
- ژاپن : توکیو
- مسکو : روسیه
- قاهره : مصر
- امارات  متحده عربی : ابوظبی – دبی – شارجه – فجیره – راس الخیمه –  العین

## تحریم
ایالات متحده آمریکا از سال ۲۰۰۷

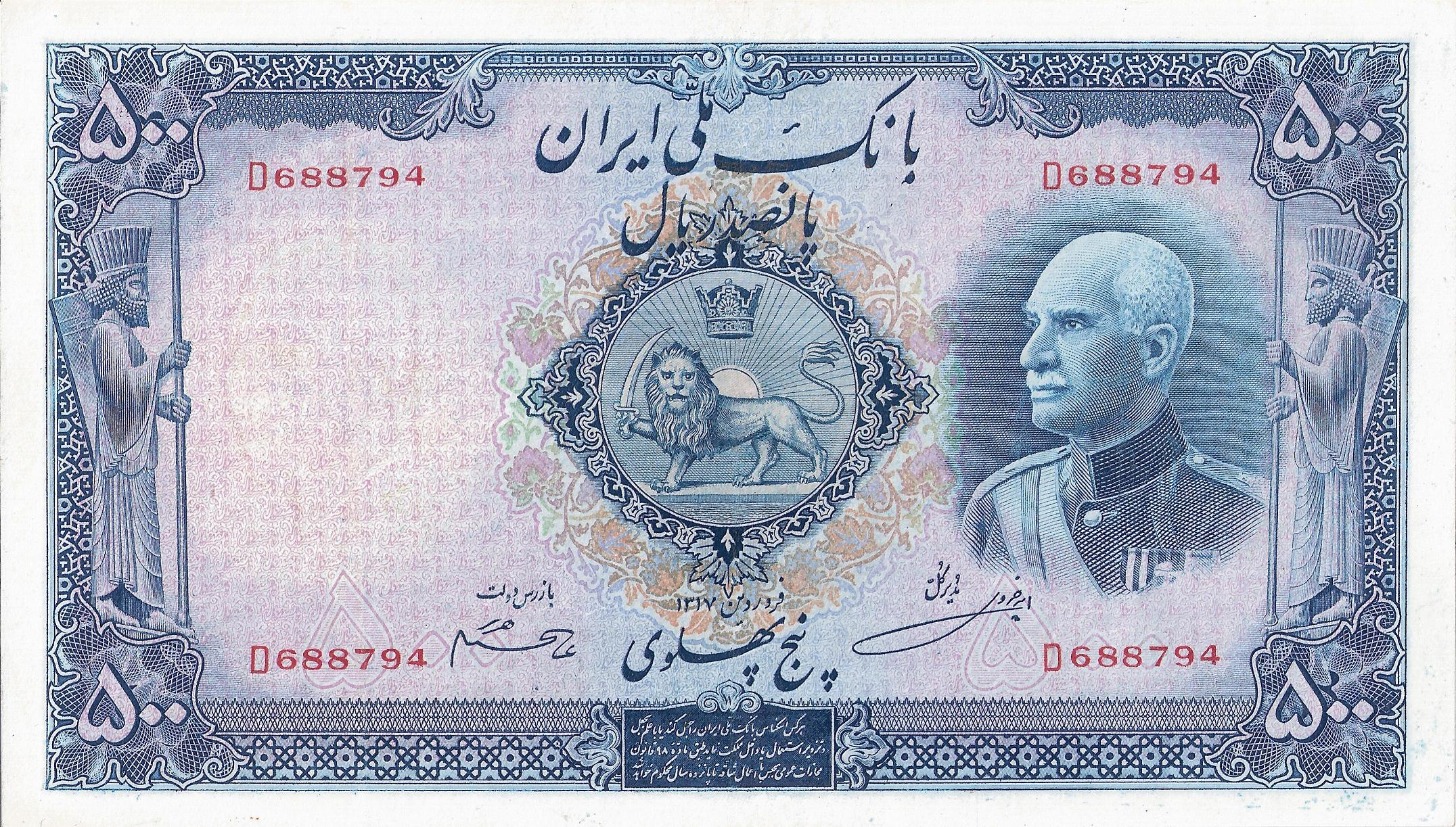
اسکناس ۵۰۰ ریالی معادل ۵ پهلوی با عبارت بانک ملی ایران

 و اتحادیه اروپا از سال ۲۰۰۸ بانک ملی را مورد تحریم قرار دادند، که در پی آن، اتحادیه اروپا دستور تعطیلی دفاتر این بانک در اروپا را صادر کرد. در قطعنامه تحریمی سازمان ملل در ایران از این بانک به عنوان یکی از موسسات مظنون نام برده شد، که به‌طور مستقیم در تأمین مالی برنامه هسته‌ای و ساخت موشک‌های دوربرد برای جمهوری اسلامی ایران دست داشته‌است.
دادگاه عالی انگلیس در سال ۲۰۱۳ با صدور بیانیه‌ای اعلام کرد که تحریم اعمال شده علیه بانک ملی ایران از طرف دولت انگلیس را لغو کرده‌است.
همچنین بر اساس اعلام معاون امور ارزی و بین‌الملل بانک ملی ایران، مقام‌های پولی هنگ کنگ در تاریخ ۲۴ ژوئن ۲۰۱۶ (۴ تیر ۱۳۹۵) محدودیت‌های نظارتی خود را از شعبه هنگ کنگ برداشته‌اند.

## فیوچر بانک
فیوچر بانک (Future Bank) یا بانک المستقبل  نام بانکی در کشور بحرین بود که با سرمایه گذاری مشترک بانک های ملی ایران و صادرات ایران و بانک الأهلی متحد بحرین در سال 2004 میلادی بنیاد نهاده شد. این بانک در سال 2008 در فهرست تحریمهای ایالات متحده قرار گرفت و درنهایت در سال 2015 با ادعاهایی نظیر پولشویی و نقض توافق هستهای و تحریمهای ایالات متحده، ادارۀ آن از سهامداران گرفته و دولت بحرین ضمن سپردن ادارۀ آن به بانک مرکزی، مستقیماً بر بانک مزبور اعمال مدیریت و کنترل کرد.
با پیگیری مرکز امور حقوقی بین المللی معاونت حقوقی ریاست جمهوری رای داوری به‌ نفع بانک ملی ایران و بانک صادرات ایران به‌مبلغ ۲۱۴ میلیون یورو توسط دادگاه تجدیدنظر شهر لاهه تایید شد.

## بدهی‌ها و مطالبات
محمدرضا حسین‌زاده مدیرعامل بانک ملی ایران خبر داد دولت جمهوری اسلامی ایران بیش از ۲۲۰ هزار میلیارد ریال به بانک ملی ایران بدهکار است.  در سال ۱۳۸۸ خبری از گفتگوی محمودرضا خاوری مدیرعامل این بانک با خبرگزاری ایسنا، مبنی بر بدهی ۵۰ هزار میلیارد ریالی دولت ایران به این بانک و عدم امکان دولت برای بازپرداخت این بدهی منتشر شد، ولی چندی بعد، خبر «ناتوانی دولت برای پرداخت بدهی» از سوی خاوری تکذیب شد.

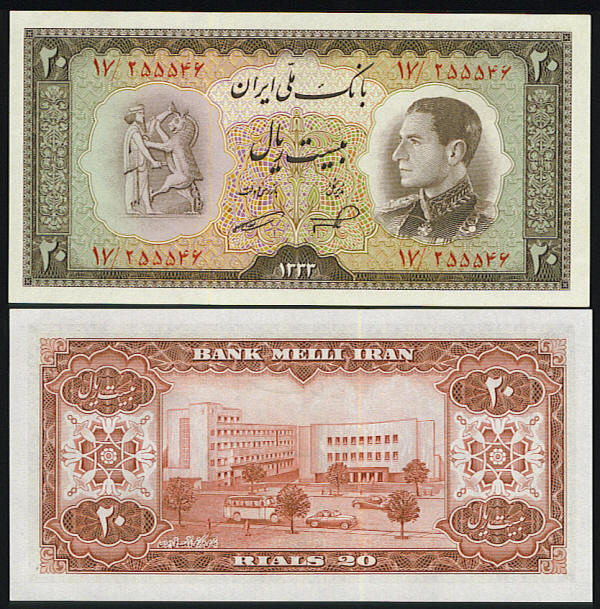
بیست ریالی - پشت اسکناس عنوان: بنای مرکزی بانک ملی ایران

## خدمات بانکی

### سپرده‌ها و خدمات ریالی
بانک ملی در چندین طرح ارائهٔ خدمات را انجام می‌دهد. طرح ویژه مسکن، سرمایه‌گذاری بلند مدت، سرمایه‌گذاری کوتاه مدت، قرض الحسنه عادی، قرض الحسنه جاری، صندوق‌های اجاره ای، چک تضمین شده رمزدار شهری، چک بانکی بین بانک‌ها، فروش اوراق بهادار، طرح خدمت، بانک کارگشایی و فرم‌های عملیات بانکی ازجمله خدمات بانکیِ بانک ملی در حوزهٔ سپرده‌ها و خدمات ریالی است.

### تسهیلات و عقود ریالی
همچنین در زمینهٔ تسهیلات و عقود ریالی نیز طرح‌هایی ازجمله طرح ویژه مسکن، ضمانت نامه ریالی، طرح‌های سرمایه‌گذاری، جعاله اجرای طرح، تسهیلات قرض الحسنه، جعاله مسکن روستاها، جعاله تعمیر مسکن، خرید خودرو، خرید کالاهای اساسی، عقد مشارکت مدنی، عقد اجاره به شرط تملیک، عقد سلف، عقد مضاربه و تسهیلات با نرخ ترجیحی را پوشش می‌دهد.

### سپرده‌ها و تسهیلات ارزی
سپرداها و تسهیلات ارزی نیز از دیگر خدماتِ بانک ملی است که شاملِ ضمانتنامه ارزی، سپرده قرض الحسنه، سپرده سرمایه‌گذاری، شرایط افتتاح حساب در شعب خارج از کشور، انتقال موجودی از شعب خارج از کشور، سوئیفت، حساب برای شرکت‌های مقیم ایران، دریافت ارز مسا، حواله ارزی، اعتبارات اسنادی، فاینانس / ریفاینانس و تسهیلات ارزی است.

## خدمات الکترونیکی

### سامانه‌های مشتریان حقیقی
| ردیف | ردیف | سامانه‌های مشتریان حقیقی                         |
| ۱    | ۱    | سامانه بانکداری اینترنتی بام                    |
| ۲    | ۲    | بانکداری اینترنتی (سبا)                         |
| ۳    | ۳    | همراه بام ملی                                   |
| ۴    | ۴    | همراه بانک ملی                                  |
| ۵    | ۵    | پیام‌رسان بله                                    |
| ۶    | ۶    | بانک آفیسر                                      |
| ۷    | ۷    | خدمات اینترنتی (صورتحساب)                       |
| ۸    | ۸    | خرید شارژ                                       |
| ۱۰   | ۱۰   | ملی بازار                                       |
| ۱۱   | ۱۱   | ملی فاند                                        |
| ۱۲   | ۱۲   | درخواست تسهیلات                                 |
| ۱۳   | ۱۳   | پیام کوتاه از طریق سیستم متمرکز (ساپتا)         |
| ۱    | ۱    | تسویه ناخالص آنی (ساتنا)                        |
| ۲    | ۲    | حواله الکترونیکی بانکی (سحاب)                   |
| ۳    | ۳    | وصول و واریز دسته‌ای چک‌ها (کلر)                  |
| ۴    | ۴    | پیگیری وضعیت پرداخت‌های غیرحضوری                 |
| ۵    | ۵    | پیگیری وضعیت چک‌های واگذاری                      |
| ۶    | ۶    | دریافت شناسه شبا                                |
| ۷    | ۷    | سامانه ثبت و پیگیری مغایرت‌های شتاب              |
| ۸    | ۸    | پرداخت الکترونیکی عوارض خروج از کشور            |
| ۹    | ۹    | نکات امنیتی                                     |
| ۱۰   | ۱۰   | راهکارهای امنیتی کاهش ریسک بدافزارهای سمت کاربر |

### سامانه‌های مشتریان حقوقی
| ردیف | ردیف | سامانه‌های مشتریان حقوقی         |
| ۱    | ۱    | بانکداری اینترنتی سبا BIB       |
| ۲    | ۲    | استعلام لحظه‌ای آنی (سانی)       |
| ۳    | ۳    | سامانه بینا                     |
| ۴    | ۴    | سیستم گزارش‌های سازمان ثبت اسناد |
| ۵    | ۵    | گزارش‌گیری قوه قضائیه            |
| ۶    | ۶    | شناسه ملی اشخاص حقوقی           |

### سایر خدمات الکترونیک بانک
| ردیف | ردیف | سایر خدمات الکترونیک بانک         |
| ۱    | ۱    | پرداخت قبوض                       |
| ۲    | ۲    | تلفن بانک                         |
| ۳    | ۳    | خودپرداز                          |
| ۴    | ۴    | جشنواره خودپرداز                  |
| ۵    | ۵    | کیوسک                             |
| ۶    | ۶    | پایانه‌های فروش POS                |
| ۷    | ۷    | شعب شهاب ملی                      |
| ۸    | ۸    | پایگاه‌های شبانه‌روزی               |
| ۹    | ۹    | درخواست درگاه پرداخت اینترنتی     |
| ۱۰   | ۱۰   | معاملات آنلاین بورس               |
| ۱۱   | ۱۱   | اقدامات اجرایی و قضایی (سیاق)     |
| ۱۲   | ۱۲   | نشان پرداخت با مشارکت آسان پرداخت |

### کارت‌های بانکی
| ردیف | ردیف | انواع کارت                           |
| ۱    | ۱    | ملی کارت                             |
| ۲    | ۲    | ملی کارت خانواده                     |
| ۳    | ۳    | هدیه کارت                            |
| ۴    | ۴    | پیوند کارت                           |
| ۵    | ۵    | کارت جوانان هلال احمر                |
| ۶    | ۶    | بن کارت                              |
| ۷    | ۷    | توریست کارت                          |
| ۸    | ۸    | سایر کارت‌های بانکی                   |
| ۹    | ۹    | دریافت شماره کارت تسهیلات غیر متمرکز |
| ۱۰   | ۱۰   | بیمه ملی کارت                        |
| ۱۱   | ۱۱   | ثبت مشکلات دریافت کارت               |
| ۱۲   | ۱۲   | برداشت وجه از خودپرداز بدون کارت     |
| ۱۳   | ۱۳   | نشان پرداخت                          |

## شرکت‌های تابعه

### شرکت داده ورزی سداد
شرکت داده‌ورزی سداد ، یک شرکت هلدینگ فعال در حوزه فناوری اطلاعات و بانکداری است که تحت شماره ۱۵۱۴۷۸ در تاریخ ۱۳۷۸/۰۳/۱۳ در اداره ثبت شرکت‌ها و موسسات غیرتجاری برای مدت نامحدود به ثبت رسید. این شرکت خدماتی نظیر ارائه سرویس‌ها و نرم‌افزارهای بانکی و غیربانکی، مشاوره فنی و نظارتی در حوزه فناوری اطلاعات و طراحی و اجرای طرح‌های زیرساختی (امنیت، شبکه و مرکز داده) را ارائه می‌دهد. داده‌ورزی سداد از سال ۱۳۹۳ به صورت هلدینگ اداره می‌شود و شامل شرکت‌های زیرمجموعه پارس تکنولوژی سداد، پرداخت الکترونیک سداد و فناوری اطلاعات راهبر سداد است. سهامداران این شرکت شامل شرکت مدیریت طرح و توسعه آینده پویا، شرکت سرمایه‌گذاری گروه توسعه ملی، بانک ملی ایران، شرکت چاپ و نشر بانک ملی ایران و شرکت خدمات انفورماتیک می‌باشند. 

### شرکت چاپ و نشر بانک ملی ایران
«شرکت چاپ و نشر بانک ملی ایران» فعالیت خود را از سال 1317 با نام «بنگاه چاپخانه بانک ملی» و با ارائه خدمات چاپی به سازمان‎های دولتی و شعب بانک‌ ملی آغاز کرد، این شرکت به تدریج به یکی از معتبرترین چاپخانه ‎های کشور تبدیل شد و با افزایش تقاضا و حجم بالای سفارشات، در سال 76 ساختمان جدید چاپخانه که آن زمان با نام «شرکت چاپ بانک ملی ایران» فعالیت می‌کرد، در کیلومتر 18 جاده مخصوص کرج ساخته شد، در سال 79 نیز به منظور امکان نشر کتاب و مجله، مجوز نشر را از وزارت فرهنگ و ارشاد اسلامی دریافت و به «شرکت چاپ و نشر بانک ملی ایران» تغییر نام یافت.این شرکت پس از واگذاری حق نشر اسکناس به بانک ملی ایران، تشکیلات محدودی برای چاپ تاریخ انتشار بر روی اسکناس‌ها پدید آمد. این تشکیلات به موازات تحول و توسعه بانک ملی ایران، تکامل یافت و به «چاپخانه بانک ملی ایران» معروف شد. این چاپخانه که در سال ۱۳۱۷ ه ش/ ۱۹۳۸ م. با نام «بنگاه چاپخانه» تأسیس شده بود. به تدریج به یکی از معتبرترین چاپخانه‌های کشور و خاورمیانه تبدیل شد. در این چاپخانه، علاوه بر ارائه خدمات چاپی به سازمان‌های دولتی، نیازهای چاپی شعبه‌های بانک ملی ایران نیز در سراسر کشور رفع می‌گردید. شرکت چاپ بانک ملی ایران در سال ۱۳۷۹ ه. ش/۲۰۰۰ م. به منظور ایجاد امکان نشر کتاب و مجله، مجوز نشر را از وزارت فرهنگ و ارشاد اسلامی دریافت کرد و به «شرکت چاپ و نشر بانک ملی ایران» تغییر نام یافت.

### گروه توسعه ملی
شرکت سرمایه‌گذاری گروه توسعه ملی در بیستم بهمن  سال ۱۳۷۰ به صورت شرکت سهامی عام تاسیس و در ۲۵ فروردین ماه سال ۱۳۷۱، تحت شماره ۸۹۵۸۴ در اداره ثبت شرکت‌ها و موسسات غیردولتی به ثبت رسیده است. سرمایه اولیه این شرکت، مبلغ ۱۰۰ میلیارد ریال بوده که در چندین مرحله، افزایش یافته و در نهایت در سال ۱۳۹۳ به ۶.۵۰۰ میلیارد ریال رسیده است. همچنین در هفدهم خردادماه سال ۱۳۹۹ نیز، به استناد مصوبه هیات مدیره شرکت و مجمع عمومی عادی فوق العاده در تاریخ ششم مهرماه همان سال، سرمایه شرکت به ۲۷.۲۵۰ میلیارد ریال افزایش یافت. همچنین به استناد مجمع فوق العاده مورخ ۱۴۰۳/۰۴/۲۳ سرمایه شرکت به ۵۰.۲۵۰.۰۰۰.۰۰۰.۰۰۰ میلیارد ریال افزایش یافت.
شرکت سرمایه‌گذاری گروه توسعه ملی ، یک شرکت از نوع شرکت خوشه‌ای یا کنگلومرا است که در بورس اوراق بهادار تهران پذیرفته شده‌است و این شرکت، خود شامل چندین هلدینگ یا (شرکت مادر) می‌باشد که عبارتند از:
1. سیدکو - شرکت سرمایه‌گذاری و توسعه صنایع سیمان
2. هلدینگ صنایع غذایی بهشهر
3. هلدینگ نیروگاهی ایران
4. هلدینگ گروه صنعتی ایران ترانسفو
5. هلدینگ لاستیک بارز
6. هلدینگ دارویی شفا دارو
7. سرمایه‌گذاری توسعه ملی
8. صنایع پتروشیمی اراک
9. گروه ملی فولاد ایران

سهامداران شرکت سرمایه‌گذاری گروه توسعه ملی:
بانک ملی ایران مالک ۷۱ درصد از سهام این شرکت است.
سهامداران دیگر شرکت به قرار زیر است:
- صندوق بازنشستگی و از کار افتادگی ۸ درصد
- شرکت خدمات مدیریت سرمایه مدار ۲ درصد
- شرکت سرمایه‌گذاری تدبیر ۱ درصد
- شرکت بیمه ایران ۱ درصد
- شرکت تدبیرگران اقتصاد اوراسیا کمتر از ۱ درصد

## نگارخانهٔ سکه‌های یادبود

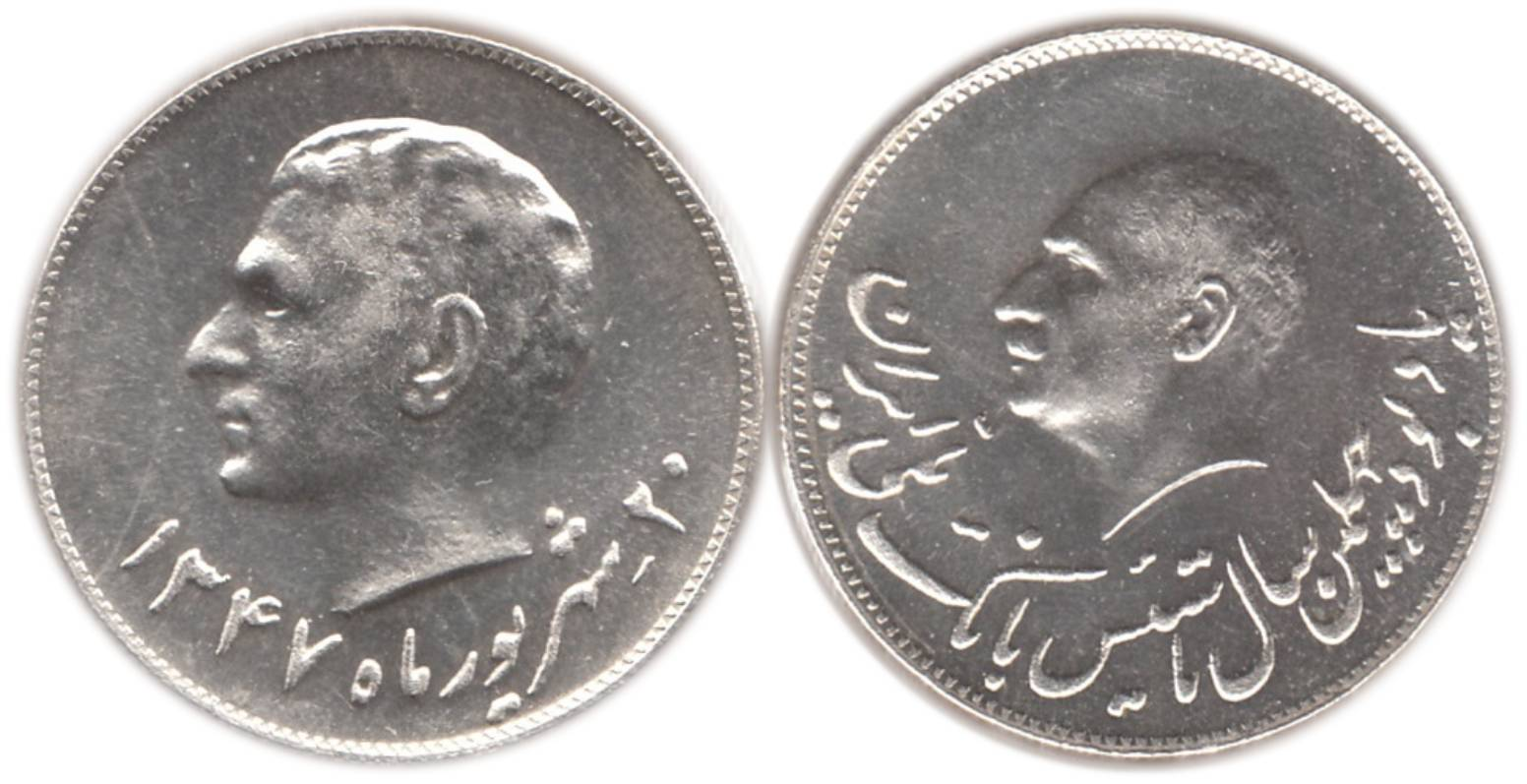
نشان یادبود نقره چهلمین سالگرد تأسیس بانک ملّی ایران؛ ضرب ۱۳۴۷ خورشیدی
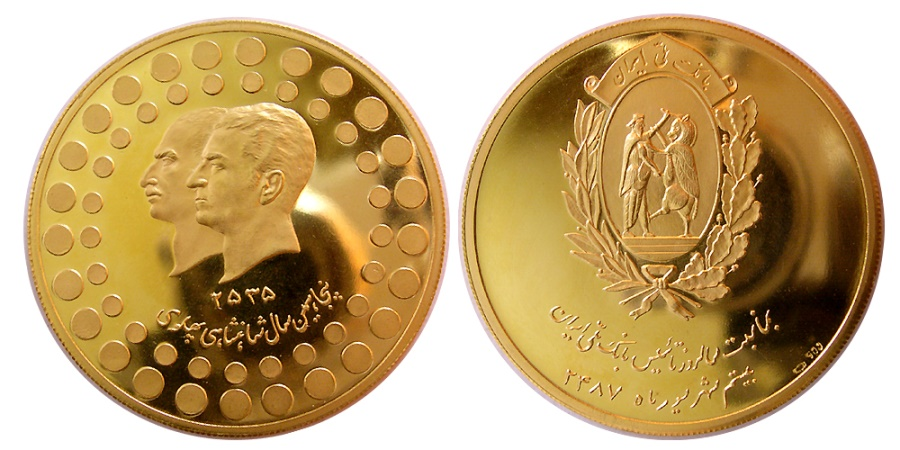
نشان یادبود سالروز تأسیس بانک ملی ایران در پنجاهمین سال شاهنشاهی پهلوی
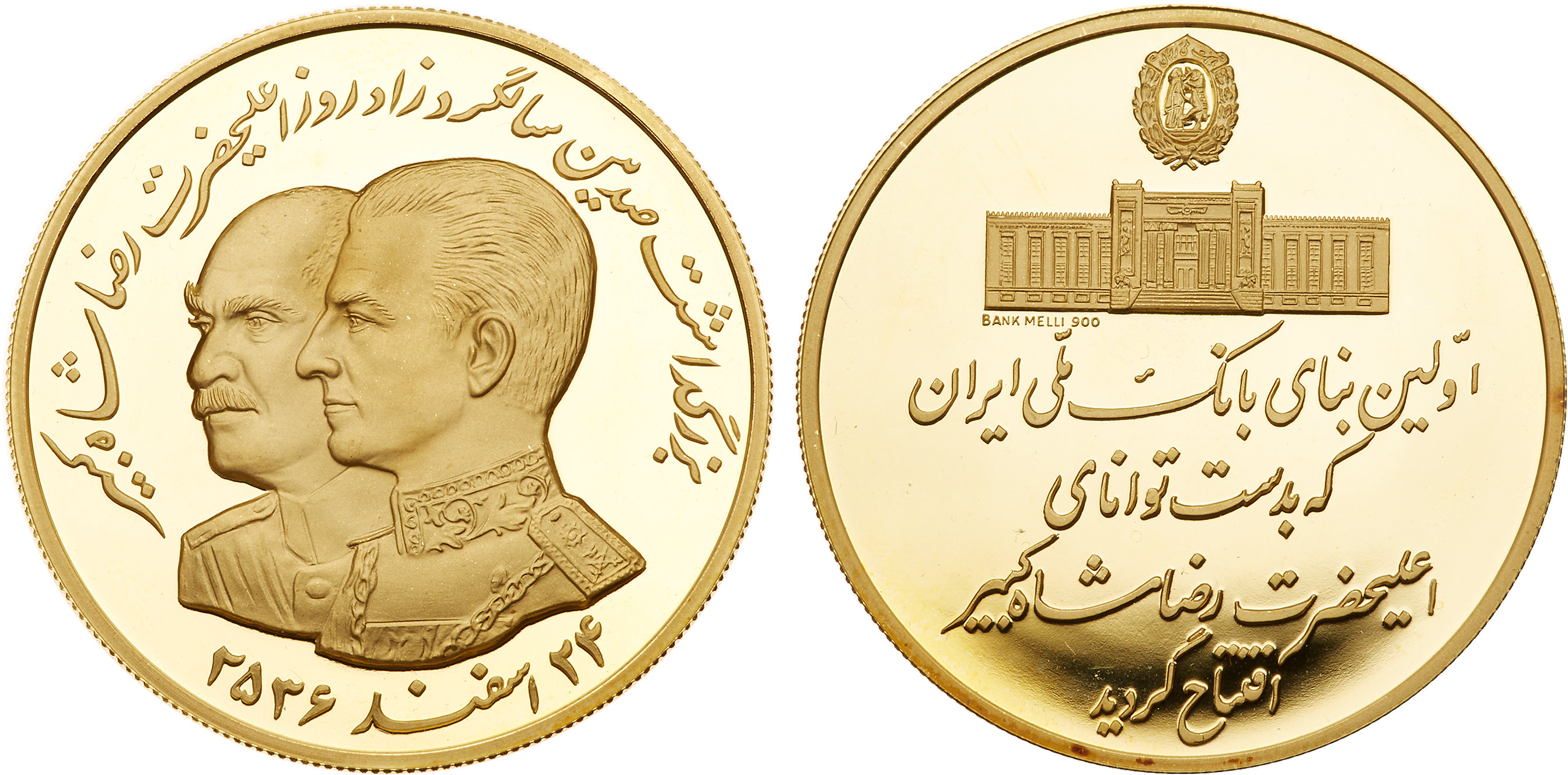
یادبود افتتاح بنای بانک ملی ایران از سوی رضا شاه از جنس طلا؛ ضرب ۱۳۵۶ خورشیدی
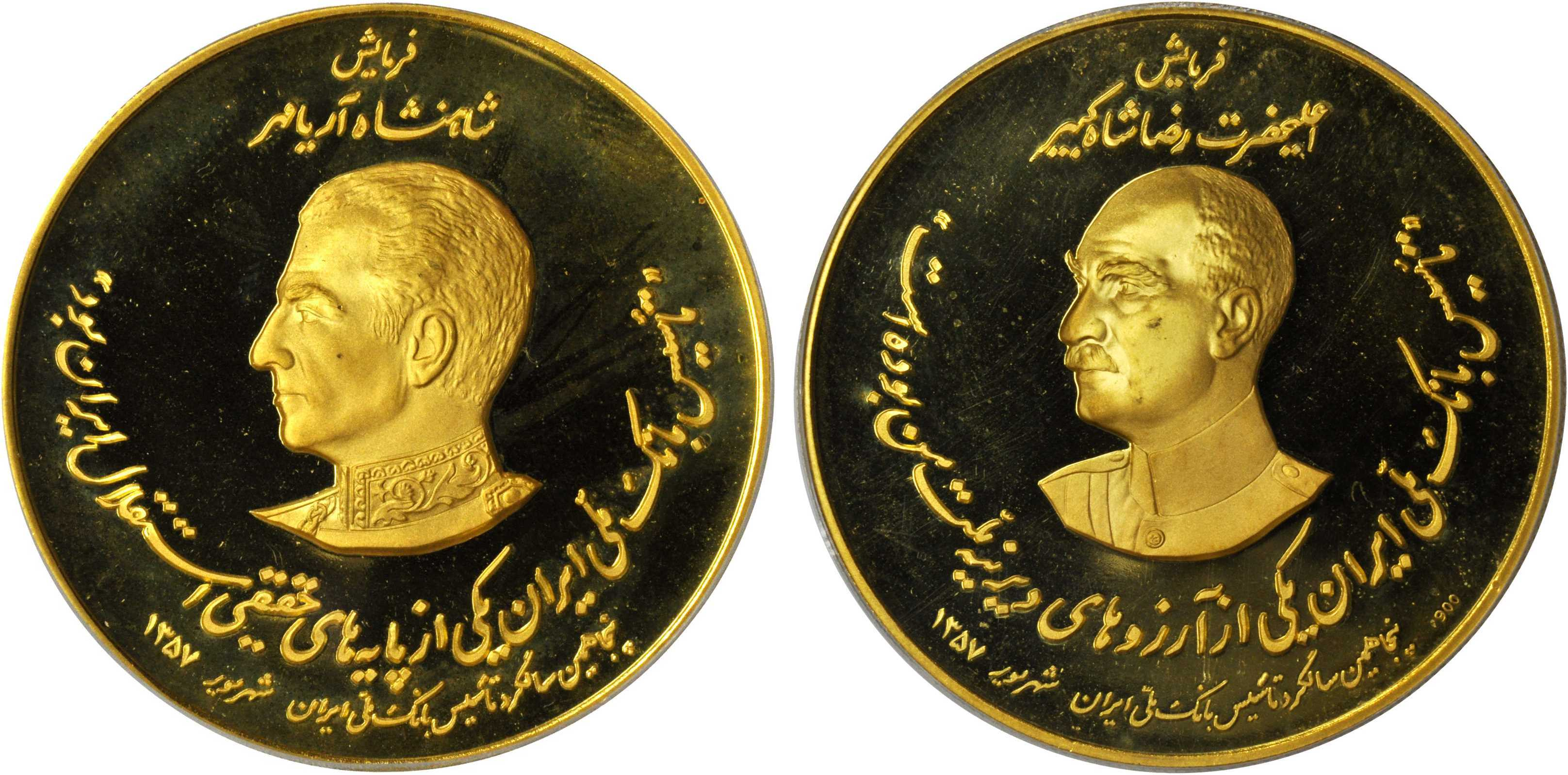
مدال طلای یادبود پنجاهمین سالگرد تأسیس بانک ملّی ایران؛ سال ۱۳۵۷ خورشیدی

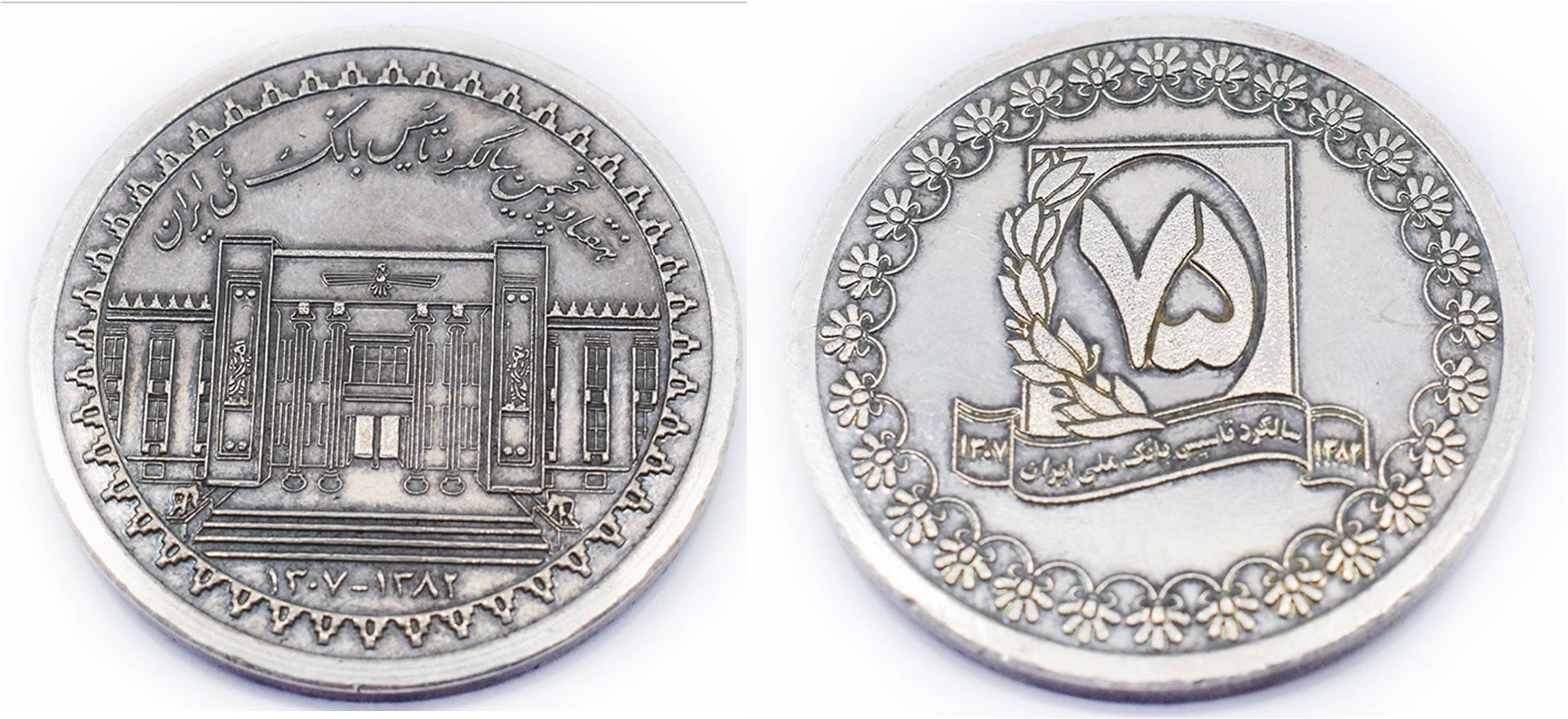
یادبود نقره هفتاد و پنجمین سالگرد تأسیس بانک ملی ایران؛ ضرب ۱۳۸۲ خورشیدی
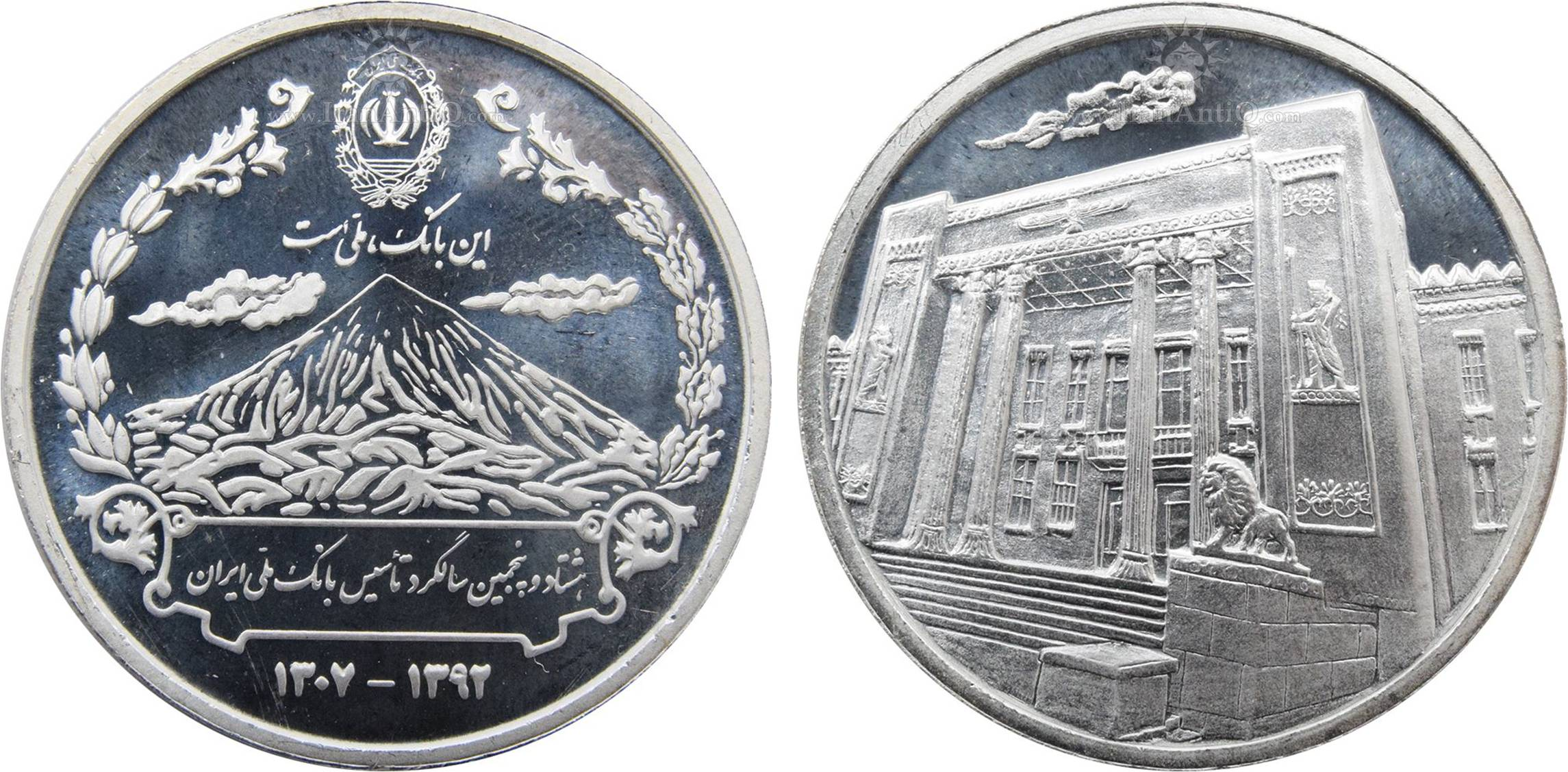
نشان یادبود هشتاد و پنجمین سالگرد تأسیس بانک ملّی ایران؛ ضرب ۱۳۹۲ خورشیدی